# Крайник-Дольни
Крайник-Дольни (пол. Krajnik Dolny, нім. Niederkränig) — село в Польщі, у гміні Хойна Грифінського повіту Західнопоморського воєводства.
Населення — 237 осіб (2011).
У 1975-1998 роках село належало до Щецинського воєводства.

## Демографія
Демографічна структура станом на 31 березня 2011 року:
|          | Загалом | Допрацездатний вік | Працездатний вік | Постпрацездатний вік |
| -------- | ------- | ------------------ | ---------------- | -------------------- |
| Чоловіки | 105     | 12                 | 84               | 9                    |
| Жінки    | 132     | 31                 | 69               | 32                   |
| Разом    | 237     | 43                 | 153              | 41                   |